# Marinha Nacional Francesa
A Marinha Francesa (em francês: Marine nationale, fr, lit.  "Marinha Nacional"), informalmente La Royale (fr, lit.  "A Real"), é o braço marítimo das Forças Armadas Francesas e um dos quatro ramos militares da França. É uma das maiores e mais poderosas forças navais do mundo, reconhecida como uma marinha de águas azuis. A Marinha Francesa é capaz de operar globalmente e conduzir missões expedicionárias, mantendo uma significativa presença no exterior. A Marinha Francesa é uma das oito forças navais atualmente operando porta-aviões com aeronaves de asa fixa, tendo como navio-capitânia o Charles de Gaulle, sendo o único porta-aviões com propulsão nuclear naval fora da Marinha dos Estados Unidos, e um dos dois navios não americanos a usar catapultas para lançar aeronaves.
Fundada no século XVII, a Marinha Francesa é uma das marinhas mais antigas ainda em serviço contínuo, com precursores que remontam à Idade Média. Ela participou de eventos-chave na história francesa, incluindo as Guerras Napoleônicas e ambas as guerras mundiais, e desempenhou um papel crucial no estabelecimento e na proteção do império colonial francês por mais de 400 anos. A Marinha Francesa foi pioneira em várias inovações na tecnologia naval, incluindo o primeiro navio de linha movido a vapor, o primeiro navio de guerra blindado marítimo, o primeiro submarino mecanicamente propulsado, o primeiro navio de guerra com casco de aço e o primeiro cruzador blindado.
A Marinha Francesa consiste em seis componentes principais: a Força de Ação Naval, as Forças Submarinas (FOST e ESNA), a Aviação Naval Francesa, os Fuzileiros da Marinha (incluindo os Comandos Navais), o Batalhão de Bombeiros Navais de Marselha e a Gendarmaria Marítima. Em 2021, a Marinha Francesa empregava 44 000 pessoas (37 000 militares e 7 000 civis), mais de 180 navios, 200 aeronaves e seis unidades de comandos; a partir de 2014, seu elemento de reserva contava com aproximadamente 48 000 pessoas.
Ela opera uma ampla gama de embarcações de combate, incluindo várias forças aeronavais, submarinos de ataque e submarinos de mísseis balísticos, submarinos, fragatas, barcos de patrulha e navios de apoio, com o porta-aviões Charles de Gaulle servindo como peça central da maioria das forças expedicionárias.

## Origens
A história do poder naval francês remonta à Idade Média e teve três locais principais de evolução:
- O Mar Mediterrâneo, onde a Ordem de São João de Jerusalém tinha sua própria marinha, a Frota do Levante, cujos principais portos eram Fréjus, Marselha e Toulon. A Ordem, que era tanto uma ordem religiosa quanto militar, recrutava cavaleiros das famílias da nobreza francesa. Os membros que haviam cumprido seu serviço no mar recebiam o posto de Cavaleiros Hospitalários, elites que serviam como corpo de oficiais. A Ordem foi uma das ancestrais das modernas escolas navais francesas, incluindo a Academia Naval Francesa.
- O Canal da Mancha ao longo da Normandia que, desde Guilherme, o Conquistador, sempre forneceu capazes fuzileiros navais e marinheiros de seus numerosos portos ativos.
- O Oceano Atlântico, onde a marinha do Ducado da Bretanha eventualmente constituiu o núcleo da real Flotte du Ponant, que projetou o poder naval francês pelo Atlântico e pelas Américas.

## Nomes e símbolos
A primeira verdadeira Marinha Real Francesa (em francês: la Marine Royale) foi estabelecida em 1626 pelo Cardeal Richelieu, ministro-chefe do Rei Luís XIII da França. Durante a Revolução Francesa, la Marine Royale foi formalmente renomeada para la Marine Nationale. Sob o Primeiro Império Francês e o Segundo Império Francês, a marinha foi designada como Marinha Imperial Francesa (la Marine impériale française). Institucionalmente, entretanto, a marinha nunca perdeu seu breve apelido familiar, la Royale.
O símbolo original da Marinha Francesa era uma âncora dourada que, a partir de 1830, foi entrelaçada por uma corda de navegação; este símbolo era apresentado em todos os navios navais, armas e uniformes. Embora símbolos de âncora ainda sejam usados em uniformes, um novo logotipo naval foi introduzido em 1990 sob o Chefe do Estado-Maior Naval Bernard Louzeau, apresentando um design moderno que incorpora a tricolor — flanqueando a seção da proa de um navio de guerra branco com duas espumas de spray vermelhas e azuis ascendentes — e a inscrição "Marine nationale".

## História

O histórico símbolo da "Âncora Dourada"

### Século XVII
O Cardeal Richelieu supervisionou pessoalmente a Marinha até sua morte em 1643. Foi sucedido por seu protegido, Jean Baptiste Colbert, que introduziu o primeiro código de regulamentos da Marinha Francesa e estabeleceu os estaleiros navais originais em Brest e Toulon. Colbert e seu filho, o Marquês de Seignelay, juntos administraram a Marinha por vinte e nove anos.
Durante este século, a Marinha ganhou experiência na Guerra Anglo-Francesa (1627–1629), na Guerra Franco-Espanhola (1635–59), na Segunda Guerra Anglo-Holandesa, na Guerra Franco-Holandesa, e na Guerra dos Nove Anos. As principais batalhas desses anos incluem a Batalha de Augusta, Batalha de Beachy Head, as Batalhas de Barfleur e La Hougue, a Batalha de Lagos, e a Batalha de Texel.

### Século XVIII

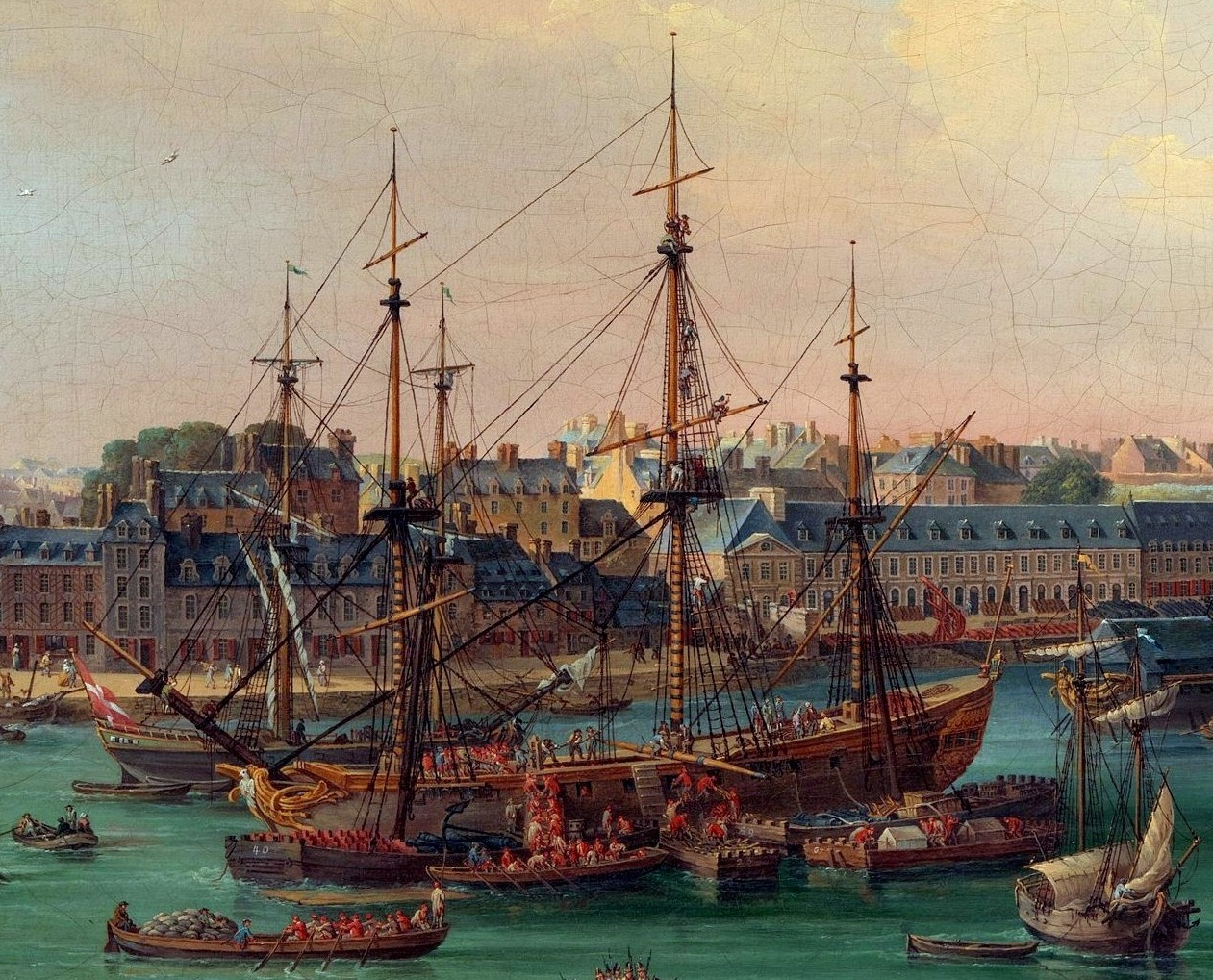
Armamento de uma fragata em Brest, 1773

O século XVIII começou com a Guerra da Sucessão Espanhola, que durou mais de uma década, seguida pela Guerra da Sucessão Austríaca na década de 1740. Os principais confrontos dessas guerras incluem a Batalha da Baía de Vigo e duas Batalhas do Cabo Finisterra distintas em 1747. O conflito mais desgastante para a Marinha, entretanto, foi a Guerra dos Sete Anos, na qual foi virtualmente destruída. Ações significativas incluem a Batalha de Cap-Français, a Batalha da Baía de Quiberon, e outra Batalha do Cabo Finisterra.
A Marinha se reagrupou e reconstruiu, e dentro de 15 anos estava ansiosa para entrar na batalha quando a França interveio na Guerra Revolucionária Americana. Embora superada em número em todos os lugares, as frotas francesas mantiveram os britânicos sob controle por anos até a vitória. Após este conflito e a concomitante Guerra Anglo-Francesa (1778–1783), a Marinha emergiu em um novo auge em sua história. As principais batalhas nesses anos incluem a Batalha de Chesapeake, a Batalha do Cabo Henry, a Batalha de Granada, a invasão de Dominica, e três Batalhas de Ushant distintas.
Em menos de uma década, entretanto, a Marinha foi dizimada pela Revolução Francesa quando um grande número de oficiais veteranos foram demitidos ou executados devido à sua linhagem nobre. Ainda assim, a Marinha lutou vigorosamente durante as Guerras Revolucionárias Francesas, bem como na Quase-Guerra. Ações significativas incluem uma quarta Batalha de Ushant (conhecida em inglês como o Glorioso Primeiro de Junho), a Batalha de Groix, a Campanha do Atlântico de maio de 1794, a expedição francesa à Irlanda, a Batalha da Ilha Tory, e a Batalha do Nilo.

### Século XIX

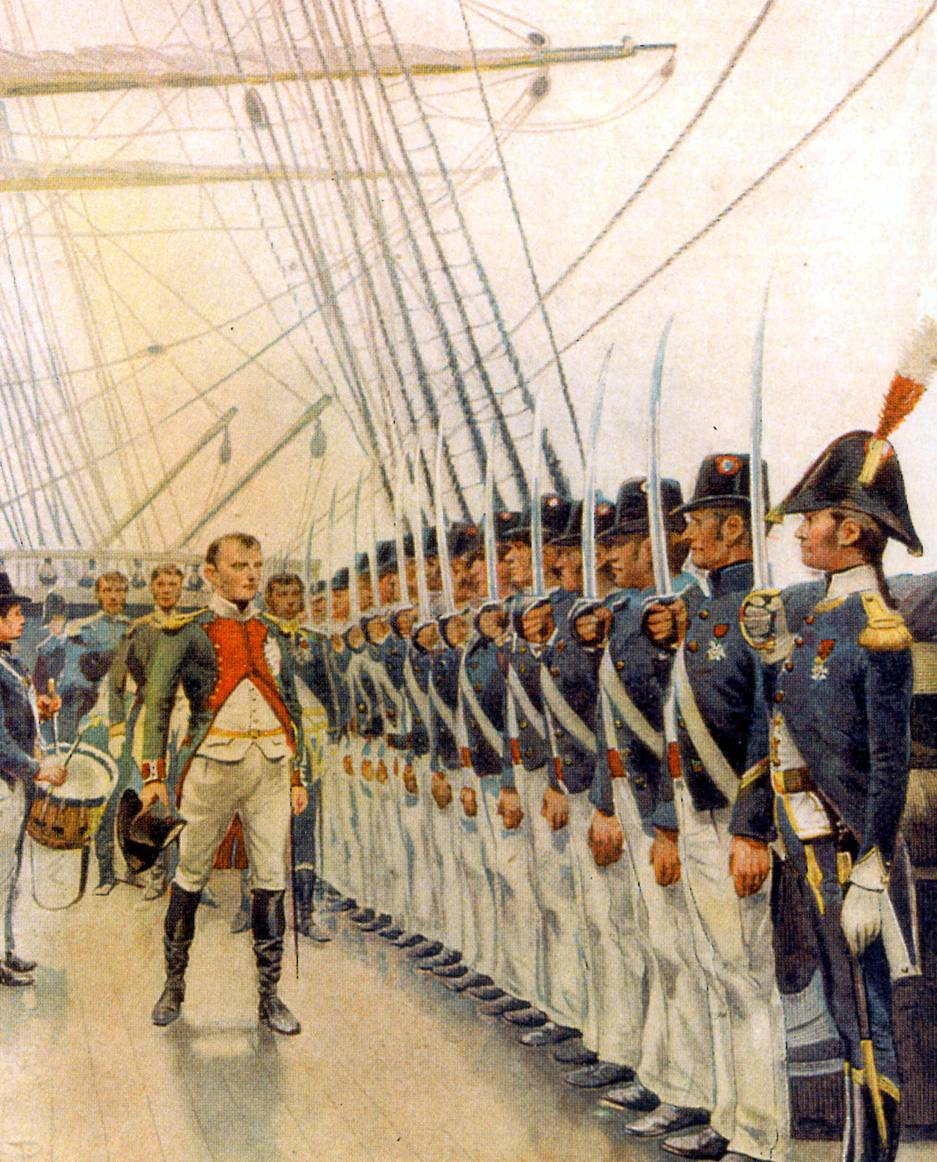
Napoleão inspecionando a frota de Cherbourg em maio de 1811 (por Rougeron e Vignerot)

Outros confrontos das Guerras Revolucionárias se seguiram no início dos anos 1800, incluindo a Batalha do Comboio de Malta e a Campanha de Algeciras. A Quase-Guerra diminuiu com ações de navios individuais, incluindo USS Constellation vs La Vengeance e USS Enterprise vs Flambeau.
Quando Napoleão foi coroado Imperador em 1804, ele tentou restaurar a Marinha a uma posição que permitisse seu plano de invasão da Inglaterra. Seus sonhos foram destruídos na Batalha de Trafalgar em 1805, onde os britânicos praticamente aniquilaram uma frota franco-espanhola combinada, um desastre que garantiu a superioridade naval britânica durante as Guerras Napoleônicas. Ainda assim, a Marinha não recuou da ação: entre os confrontos deste período estavam a Batalha das Estradas Bascas, a Batalha de Grand Port, a Campanha das Maurícias de 1809–11, e a Batalha de Lissa.
Após a queda de Napoleão em 1815, a longa era de rivalidade anglo-francesa nos mares começou a se fechar, e a Marinha tornou-se mais um instrumento para expandir o Império colonial francês. Sob o rei Carlos X, as frotas das duas nações lutaram lado a lado na Batalha de Navarino, e durante o resto do século elas geralmente se comportaram de maneira que abriu caminho para a Entente Cordiale.
Carlos X enviou uma grande frota para executar a invasão da Argélia em 1830. No ano seguinte, seu sucessor, Luís Filipe I, fez uma demonstração de força contra Portugal na Batalha do Tejo, e em 1838 conduziu outra exibição de diplomacia de canhoneira, desta vez no México na Batalha de Veracruz. A partir de 1845, um bloqueio anglo-francês do Rio da Prata de cinco anos foi imposto à Argentina por questões de direitos comerciais.
O Imperador Napoleão III estava determinado a seguir uma política externa ainda mais forte que seus predecessores, e a Marinha esteve envolvida em uma multidão de ações ao redor do mundo. Ele se juntou à Guerra da Crimeia em 1854; as principais ações da Marinha incluem o cerco de Petropavlovsk e a Batalha de Kinburn. A Marinha esteve fortemente envolvida na Campanha da Cochinchina em 1858, na Segunda Guerra do Ópio na China, e na intervenção francesa no México. Participou da Expedição francesa à Coreia e da Campanha de Shimonoseki. Na Guerra Franco-Prussiana em 1870, a Marinha impôs um bloqueio efetivo da Alemanha, mas os eventos em terra ocorreram em um ritmo tão rápido que foi supérfluo. Confrontos isolados entre navios franceses e alemães ocorreram em outros teatros, mas a guerra acabou em questão de semanas.
A Marinha continuou a proteger a segurança e expansão colonial sob a Terceira República Francesa. A Guerra Sino-Francesa viu considerável ação naval incluindo a Batalha de Fuzhou, a Batalha de Shipu, e a Campanha das Pescadores. No Vietnã, a Marinha ajudou a travar a Campanha de Tonkin que incluiu a Batalha de Thuận An, e mais tarde participou do Conflito Franco-Siamês de 1893.
A Marinha Francesa do século XIX trouxe à tona numerosas novas tecnologias. Ela liderou o desenvolvimento da artilharia naval com sua invenção do altamente eficaz Canhão Paixhans. Em 1850, Napoléon tornou-se o primeiro navio de linha movido a vapor da história, e Gloire tornou-se o primeiro navio de guerra blindado de alto mar nove anos depois. Em 1863, a Marinha lançou o Plongeur, o primeiro submarino do mundo a ser propulsionado por energia mecânica. Em 1876, o Redoutable tornou-se o primeiro navio de guerra com casco de aço já construído. Em 1887, o Dupuy de Lôme tornou-se o primeiro cruzador blindado do mundo.
Durante a última parte do século, oficiais franceses desenvolveram a teoria da chamada Jeune École (Escola Jovem) que enfatizava o uso de pequenos e baratos barcos torpedeiros para destruir caros encouraçados, juntamente com invasores de comércio de longo alcance para atacar a frota mercante de um oponente.

### Séculos XX e XXI

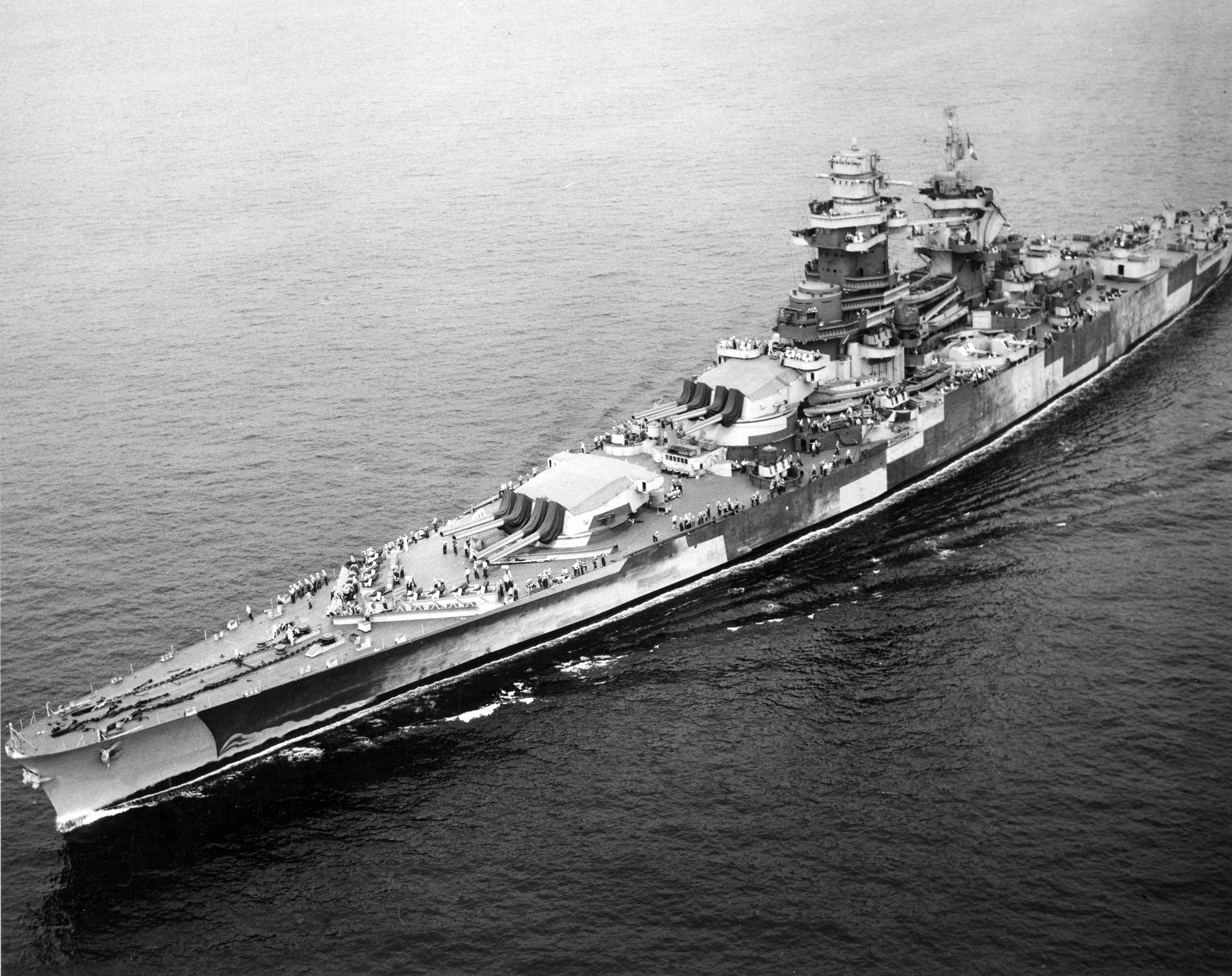
Couraçado, 1943

O primeiro hidroavião, o francês Fabre Hydravion, foi lançado em 1910, e o primeiro porta-hidroaviões, Foudre, foi batizado no ano seguinte. Apesar dessa inovação, o desenvolvimento geral da Marinha Francesa desacelerou no início do século XX, à medida que a corrida armamentista naval entre Alemanha e Grã-Bretanha se intensificava.
A França entrou na Primeira Guerra Mundial com relativamente poucos navios modernos, e durante a guerra poucos navios de guerra foram construídos porque o principal esforço francês estava em terra. Enquanto os britânicos mantinham o controle do Mar do Norte, os franceses controlavam o Mediterrâneo, onde principalmente vigiavam a Marinha Austro-Húngara. As maiores operações da Marinha foram realizadas durante a Campanha dos Dardanelos. Em dezembro de 1916, durante os eventos do Noemvriana, navios de guerra franceses também bombardearam Atenas, tentando forçar o governo pró-alemão da Grécia a mudar suas políticas. A Marinha Francesa também desempenhou um papel importante no combate à campanha de submarinos alemães patrulhando regularmente os mares e escoltando comboios.

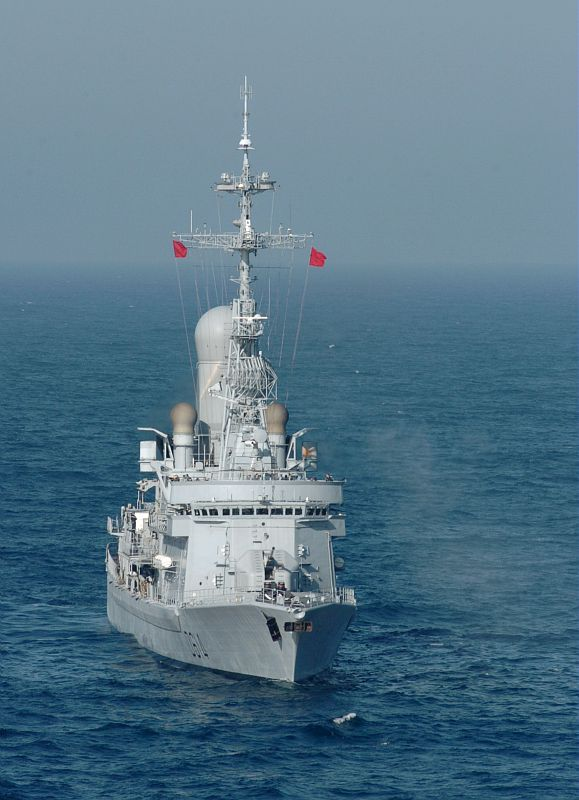
Uma fragata da classe Cassard

Entre as Guerras Mundiais, a Marinha se modernizou e expandiu significativamente, mesmo diante das limitações impostas pelo Tratado Naval de Washington de 1922. Novas adições incluíram os "super-contratorpedeiros" pesados e rápidos da Predefinição:Sclass, os navios de guerra da classe Predefinição:Sclass e o submarino Surcouf, que era o maior e mais poderoso de sua época.
Desde o início da Segunda Guerra Mundial, a Marinha esteve envolvida em várias operações, participando da Batalha do Atlântico, da Campanha Norueguesa, da evacuação de Dunquerque e, brevemente, da Batalha do Mediterrâneo. No entanto, após a queda da França em junho de 1940, a Marinha foi obrigada a permanecer neutra sob os termos do armistício que criou o estado truncado da França de Vichy. Em todo o mundo, cerca de 100 navios e suas tripulações atenderam ao chamado do General Charles de Gaulle para se juntar às forças britânicas, mas a maior parte da frota, incluindo todos os seus navios capitais, transferiu lealdade para a Marinha da França de Vichy (Marine de Vichy). Preocupados que a Marinha Alemã pudesse de alguma forma ganhar controle dos navios, os britânicos montaram um ataque a Mers-el-Kébir, a cidade argelina onde muitos deles estavam ancorados. O incidente envenenou as relações anglo-francesas, levando a represálias de Vichy e a uma batalha naval em grande escala em Casablanca em 1942, quando os Aliados invadiram o Norte da África Francês. Mas os confrontos foram deixados de lado quando os alemães ocuparam a França de Vichy. Os navios capitais eram um objetivo primário da ocupação, mas antes que pudessem ser apreendidos, foram afundados por suas próprias tripulações. Alguns pequenos navios e submarinos conseguiram escapar a tempo, e estes se juntaram às Forças Navais Francesas Livres de Gaulle, um braço da França Livre que lutou como adjunto da Marinha Real Britânica até o fim da guerra. No teatro do Pacífico, navios da França Livre também operaram até a capitulação japonesa; o Richelieu esteve presente na Rendição do Japão.
A Marinha posteriormente forneceu apoio de fogo e transporte de tropas na Guerra da Indochina, na Guerra da Argélia, na Guerra do Golfo e na Guerra do Kosovo.
Desde 2000, a Marinha tem dado apoio logístico à Guerra do Afeganistão (2001–2021), bem como à Guerra Global ao Terror. Em 2011, auxiliou a Operação Harmattan na Líbia.
- A Marinha Francesa conforme planejada para o final da década de 2030: um Bâtiment ravitailleur de forces (navio-tanque da frota) realiza reabastecimento em alto-mar simultâneo com o Futuro porta-aviões francês e com uma Frégate de défense et d'intervention (Fragata de Defesa e Intervenção).

## Organização

Instalações da marinha francesa na França metropolitana (status 2015)

O chefe do estado-maior naval é o Vice-almirante de esquadra Arnaud de Tarlé, e a partir de 2014, a Marinha tem uma força ativa de 36 776 militares e 2 909 funcionários civis. A Marinha está organizada em quatro principais ramos operacionais:
- A Force d'Action Navale (Força de Ação Naval) – Frota de superfície.
- As Forces Sous-marines (Forças Submarinas) – Submarinos nucleares de mísseis balísticos e submarinos de frota.
- A Aviation Navale (Força Aérea Naval) – Aeronaves baseadas em terra e no mar.
- Os Fusiliers Marins (Fuzileiros Navais) – Força de proteção e infantaria, incluindo as forças especiais da Marinha (Commandos Marine).

Além disso, a Gendarmerie Nationale da França mantém uma força marítima de barcos de patrulha que está sob o comando operacional da Marinha Francesa:
- A Gendarmerie maritime – A guarda costeira da França.

Durante a maior parte da Guerra Fria, a Marinha estava organizada em dois esquadrões baseados em Brest e Toulon, comandados por ALESCLANT (Amiral commandant l'escadre de l'Atlantique) e ALESCMED (Amiral commandant l'escadre de la Méditerranée), respectivamente. Desde o processo de reestruturação pós-Guerra Fria denominado Optimar '95, os dois componentes foram divididos na Força de Ação Naval (comandada pelo ALFAN) e no Grupo Antissubmarino (comandado pelo ALGASM).

## Fotos

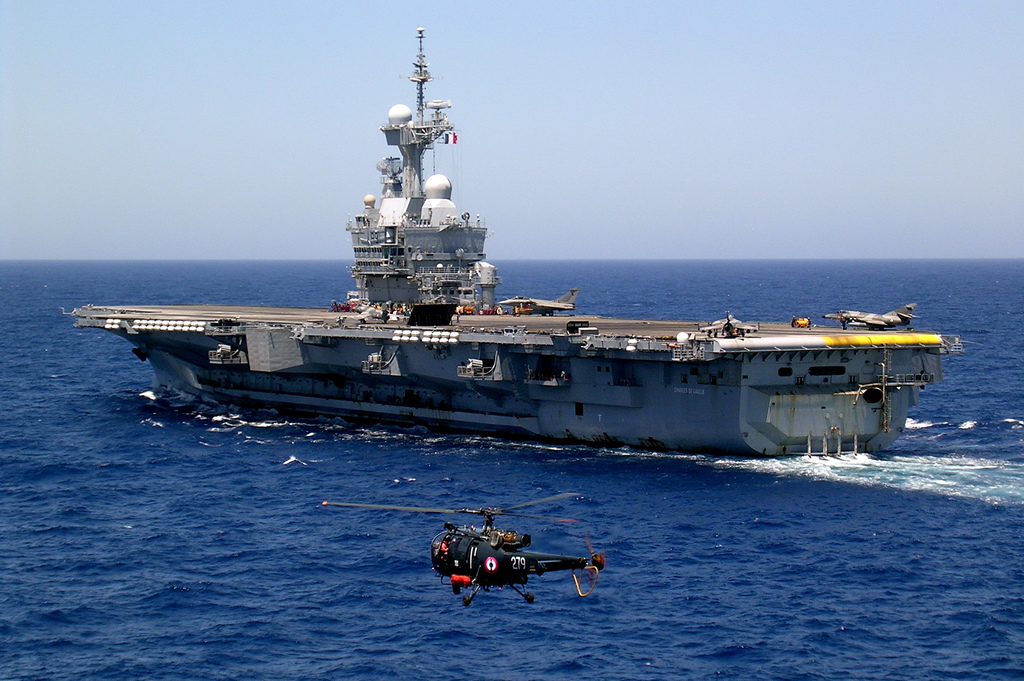
O porta aviões Charles De Gaulle
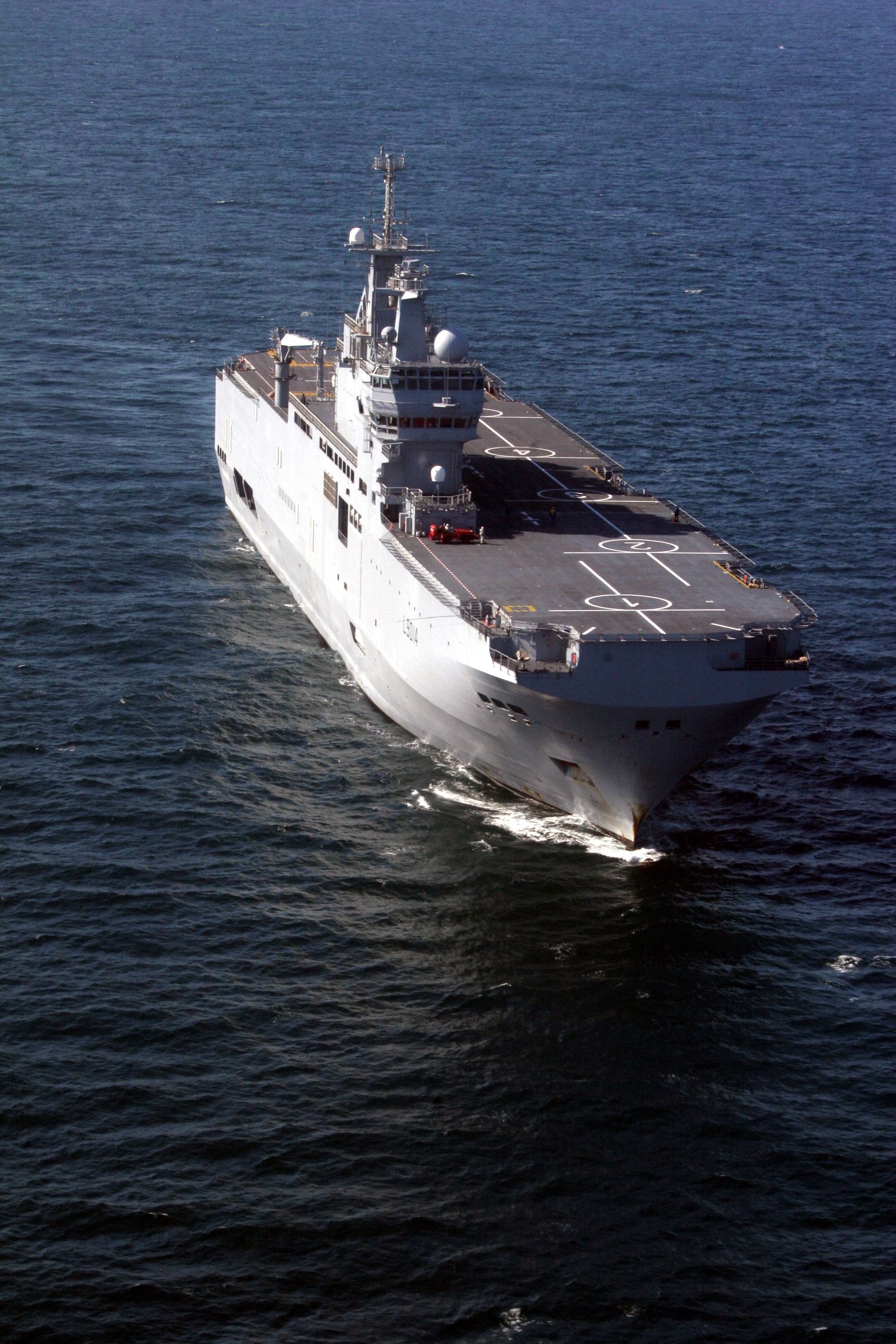
O Tonnerre
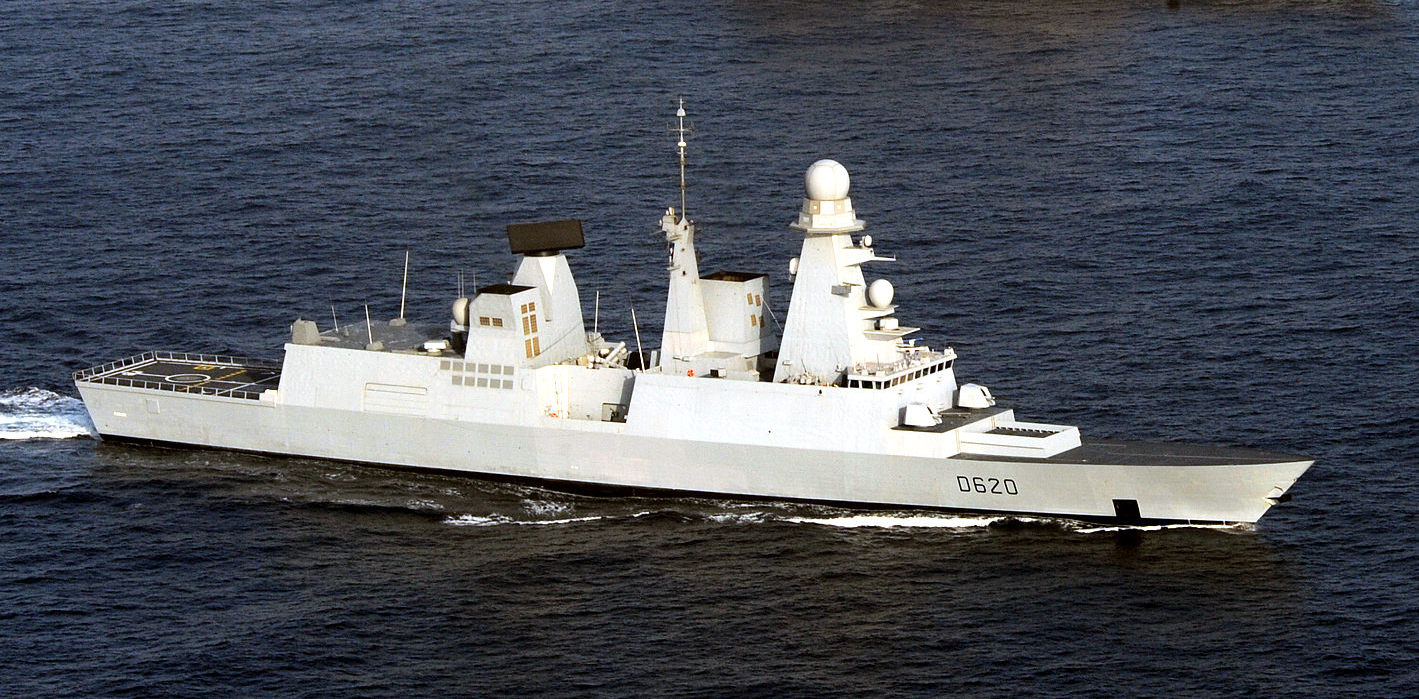
A fragata Forbin
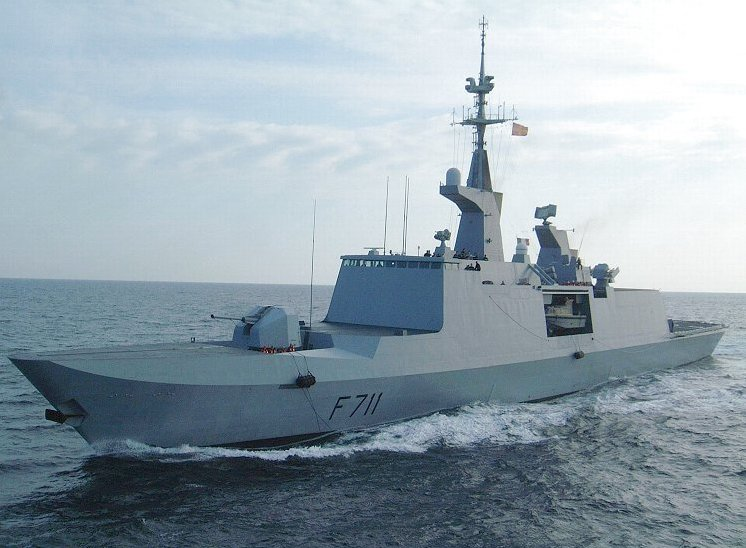
A Fragata Surcouf
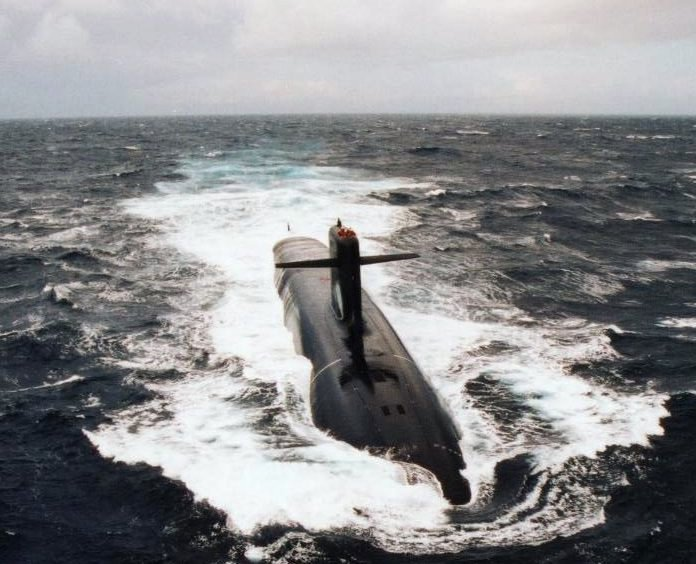
O submarino SNLE-NG Téméraire
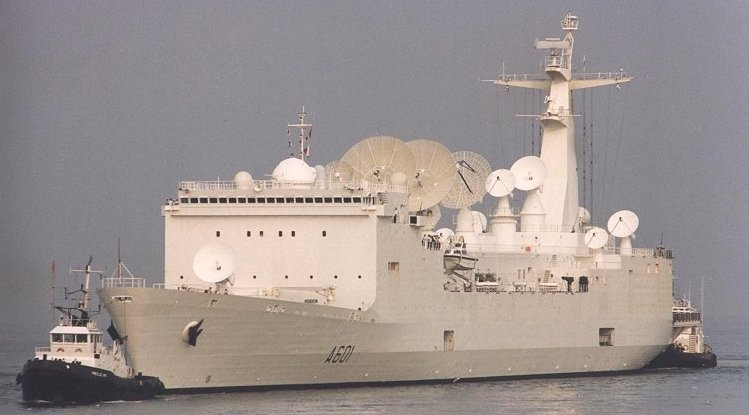
O Monge
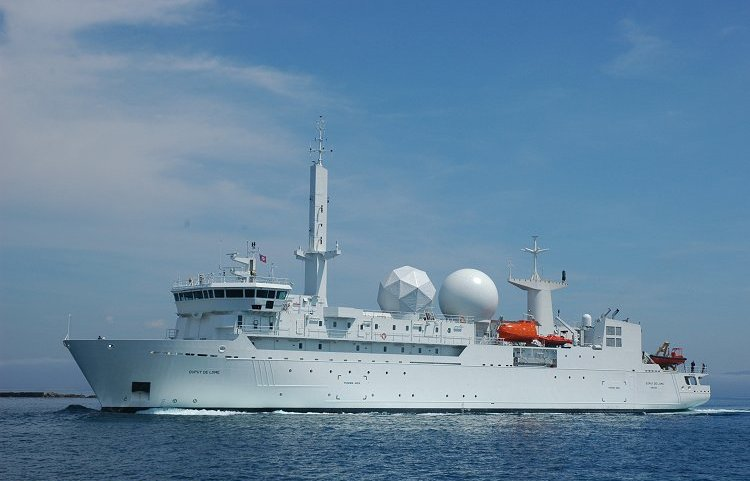
O Dupuy de Lôme, navio comando
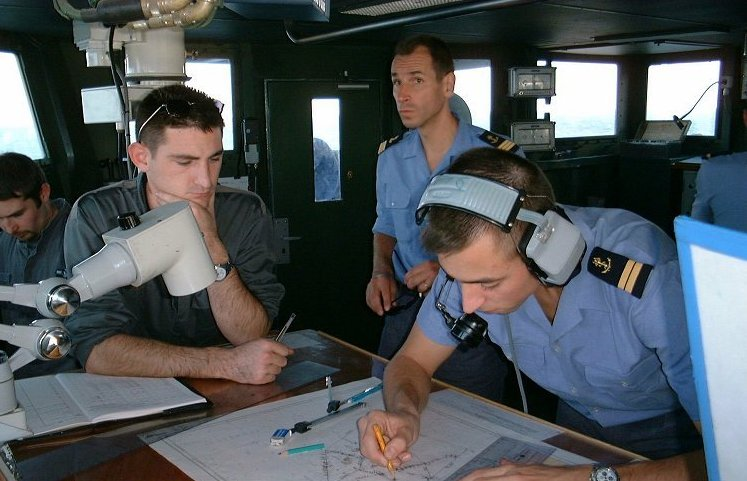
Oficiais navais franceses a bordo do La Motte-Picquet
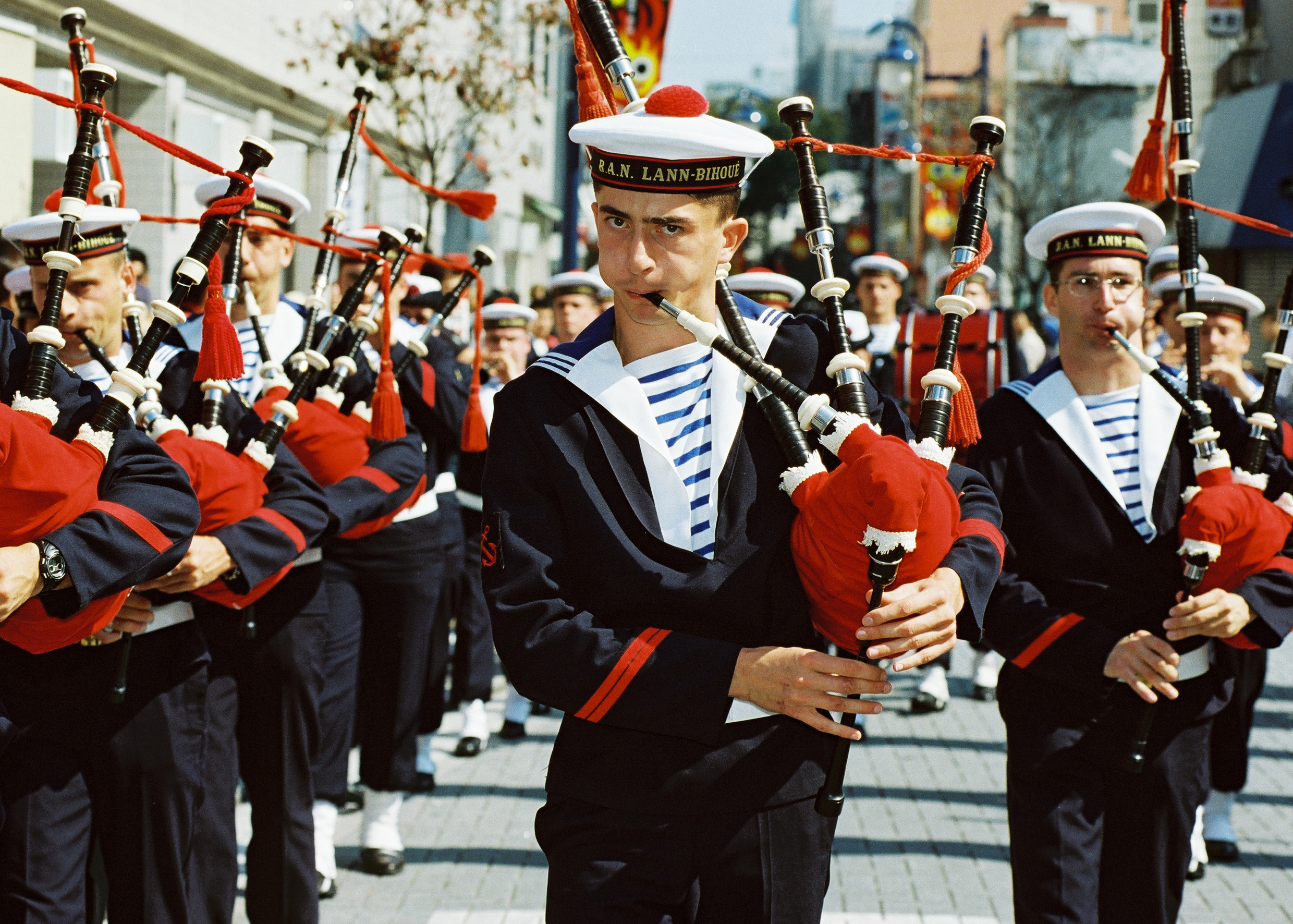
A banda marcial francês (Bagad de Lann Bihoué)
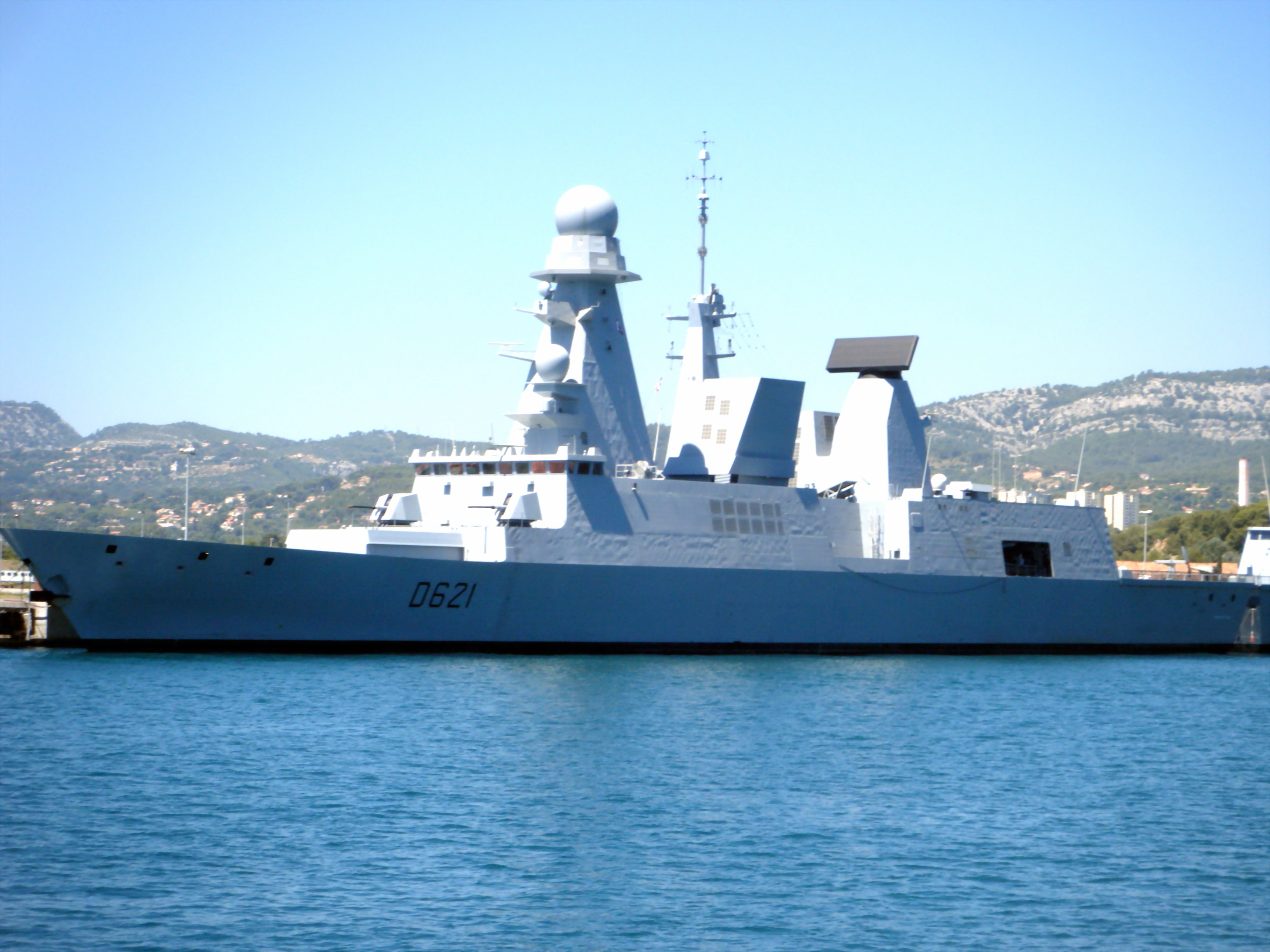
A fragata Chevalier Paul
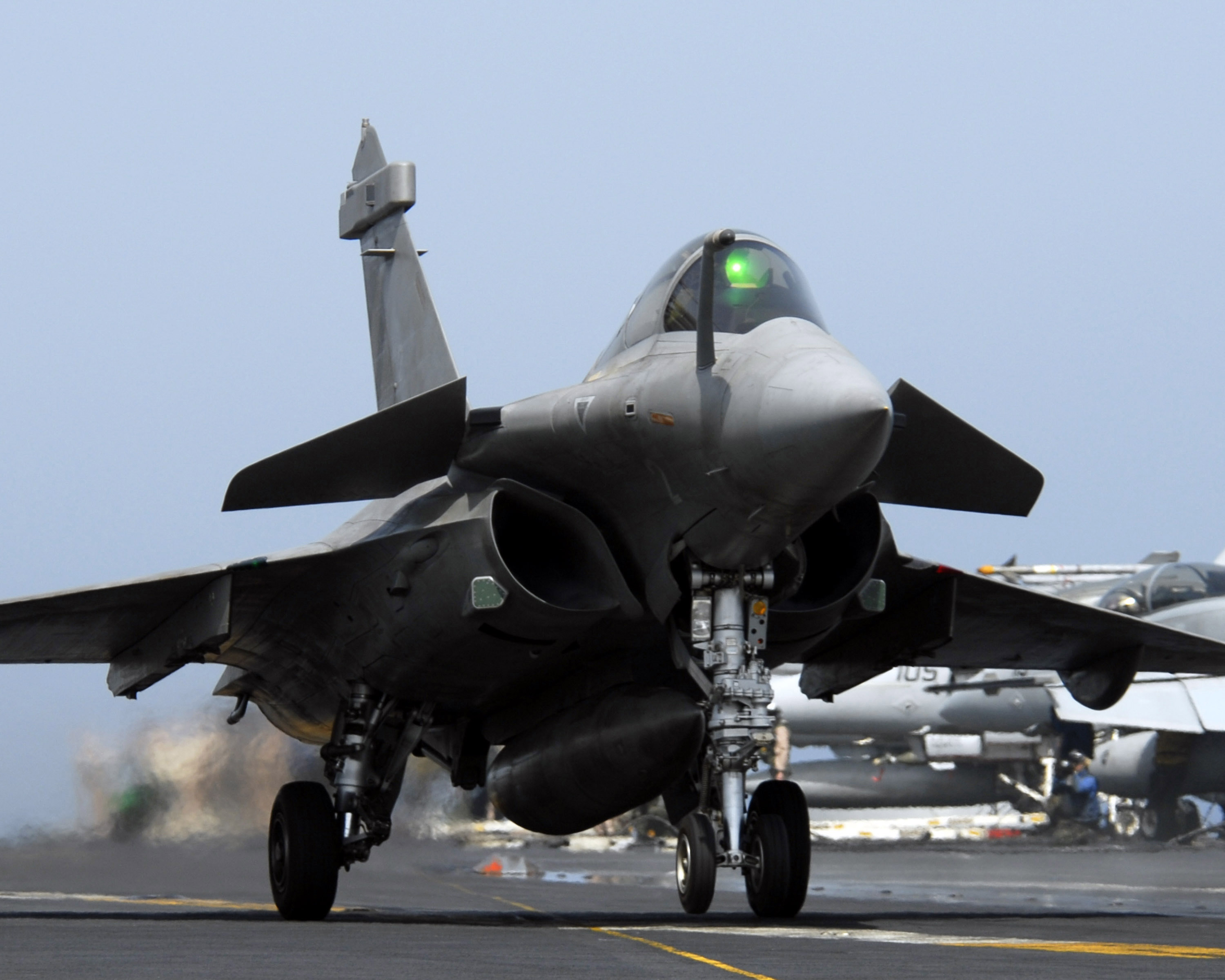
Um caça Rafale da Aviação Naval Francesa
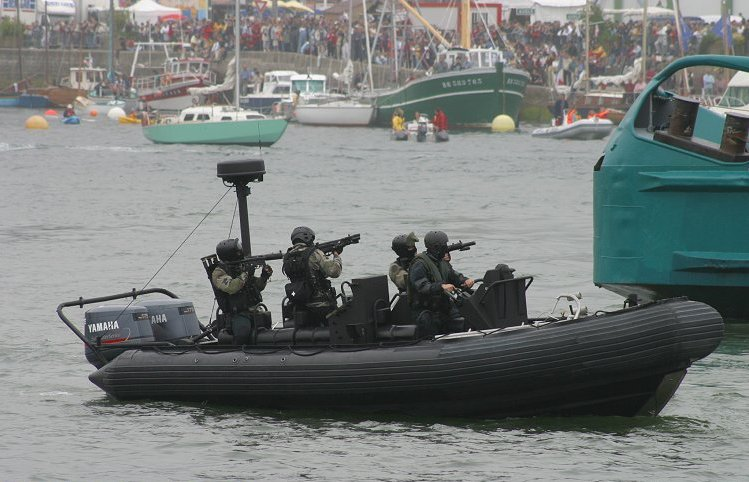
Comandos franceses em ação.